# Хуана Ирис
Хуана Ирис (на испански: Juana Iris) е мексиканска теленовела, създадена от Рикардо Рентерия, режисирана от Хулио Кастийо и продуцирана от Карлос Тейес за Телевиса през 1985 г.
В главните роли са Виктория Руфо и Валентин Трухийо, а в отрицателните – Бланка Гера и Адела Нориега.

## Сюжет
Хуана Ирис е провинциална жена, отгледана от леля си Ракел, като с течение на времето любовта се превръща в омраза. Поради тази ситуация Хуана Ирис пътува до града в търсене на майка си, без да знае, че тя е проститутка. Там се запознава с Бернардо. Между Хуана Ирис и Бернардо се заражда романтична връзка, плодът от която е синът им Хуан Бернардо. С течение на времето Бернардо напуска Хуана Ирис и тя трябва сама да се бори с живота, като между другото среща Рафаел, който е този, който превръща Хуана Ирис в жена от висшето общество.

## Актьори
- Виктория Руфо - Хуана Ирис Мадригал Мартинес
- Валентин Трухийо - Бернардо де ла Рива Валдивия
- Бланка Гера - Магали Сантасилия
- Кармен Монтехо - Мария Луиса
- Макария - Елиса
- Адриана Роел - Виртрудес
- Карлос Камара - Николас
- Габриела Руфо - Глория
- Едуардо Паломо - Фернандо
- Леонор Лаусас - Гуделия
- Алехандра Мейер - Накарада
- Мануел Ландета - Хайме
- Лусия Пайес - Симона
- Педро Фернандес - Хуан Бернардо де ла Рива Мадригал
- Адела Нориега - Ромина Морет Толедо
- Клаудия Рамирес - Монсерат
- Тоньо Маури - Маурисио
- Анхелика Чайн - Марсела
- Емое де ла Пара - Патрисия
- Фернандо Рубио - Нестор
- Рафаел Санчес Наваро - Кристобал Дербес
- Раймундо Капетийо - Рафаел
- Карина Дупрес - Роса
- Патрисия Давалос - Летисия
- Алонсо Ечанове - Роке
- Хавиер Диас Дуеняс - Кастанейра
- Едуардо Понс - Мартин
- Серхио Бариос - Отец Бенито
- Клаудио Брук - Дон Алберто
- Мария Монтехо - Селадора
- Фуенсанта - Ниньон
- Ана Луиса Пелуфо - Чата
- Силвия Каос - Петра
- Берта Мос - Ракел
- Хоана Брито - Тоня
- Виктор Лосоя - Роке
- Хосе Антонио Серано - Херардо
- Серхио Силва - Лало
- Габриел Бертиер - Хуан
- Хилберто Роман - Алехо
- Роса Кармина - Дора
- Армандо Паломо
- Мануел Савал
- Леонардо Даниел

## Премиера
Премиерата на Хуана Ирис е на 22 април 1985 г. по El Canal de las Estrellas. Последният 170. епизод е излъчен на 16 декември 1985 г.

## Награди и номинации
Награди TVyNovelas (1986)
| Категория                | Номиниран(а)     | Резултат   |
| ------------------------ | ---------------- | ---------- |
| Най-добро мъжко откритие | Педро Фернандес  | Номиниран  |
| Най-добър сценарист      | Рикардо Рентерия | Номиниран  |
| Най-добра дебютантка     | Адела Нориега    | Номинирана |